# L'Épouse de la nuit
Pour plus de détails, voir Fiche technique et Distribution.
L'Épouse de la nuit (その夜の妻, Sono yo no tsuma), littéralement : La Femme de cette nuit, est un film muet japonais réalisé par Yasujirō Ozu, sorti en 1930.

## Synopsis
Afin de payer les soins pour sa fille malade, Shuji Hashizume, un artiste sans le sou, se résout à commettre un vol à main armée. Mais un des employés a le temps de prévenir la police et une course poursuite nocturne s'engage dans les rues de Tokyo. Shuji parvient à s'enfuir en empruntant un taxi, sans se rendre compte que le chauffeur n'est autre que Kawaga, un inspecteur agissant sous couverture. Pendant ce temps, le docteur Suda annonce à Mayumi, la femme de Shuji, que l'état de la petite Michiko est critique. Elle ne pourra survivre que si elle passe la nuit.
De retour à son domicile, Shuji avoue son forfait et montre l'argent dérobé mais il est bientôt suivi par l'inspecteur Kagawa venu l'arrêter. Mayumi parvient à désarmer Kagawa en utilisant le révolver de son mari. Une longue attente commence tandis que Mayumi tient en joue l'inspecteur à l'air pas commode et que Shuji se tient au chevet de sa fille. Épuisés, Shuji et sa femme finissent par sombrer dans le sommeil et lorsque Mayumi se réveille en sursaut, l'inspecteur a récupéré argent et armes, et exhibe une paire de menottes.
Mais Kagawa ne se décide pas à arrêter Shuji, l'attente se prolonge jusqu'à l'arrivée au petit matin du docteur Suda qui peut annoncer la bonne nouvelle, Michiko est sauvée, son état s'est amélioré et l'instant critique est passé. Quand Kagawa s'endort à son tour, Mayumi incite son mari à s'enfuir mais il renonce et revient sur ses pas. Kagawa procède à l'arrestation de Shuji.

## Fiche technique
- Titre : L'Épouse de la nuit[1]

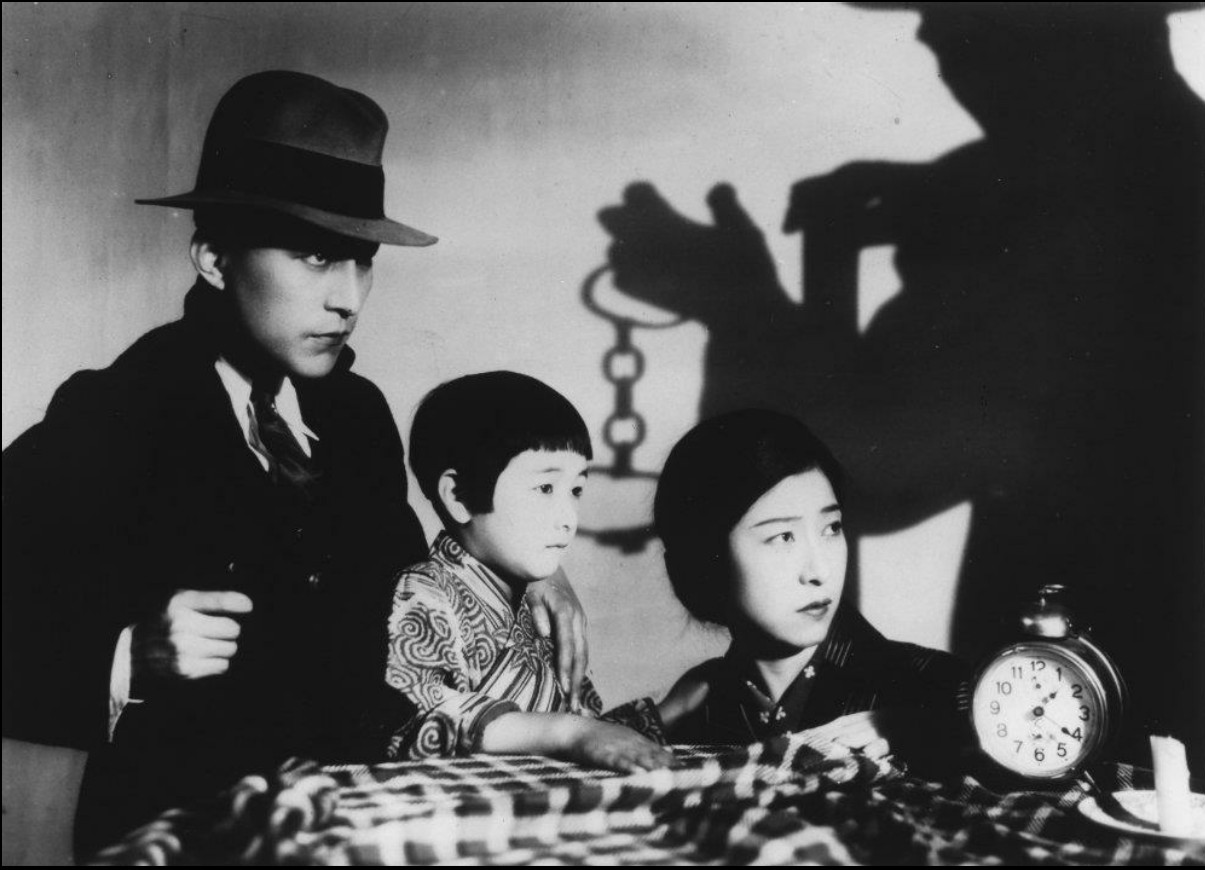
De gauche à droite : Tokihiko Okada, Mitsuko Ichimura et Emiko Yagumo dans L'Épouse de la nuit (1930).

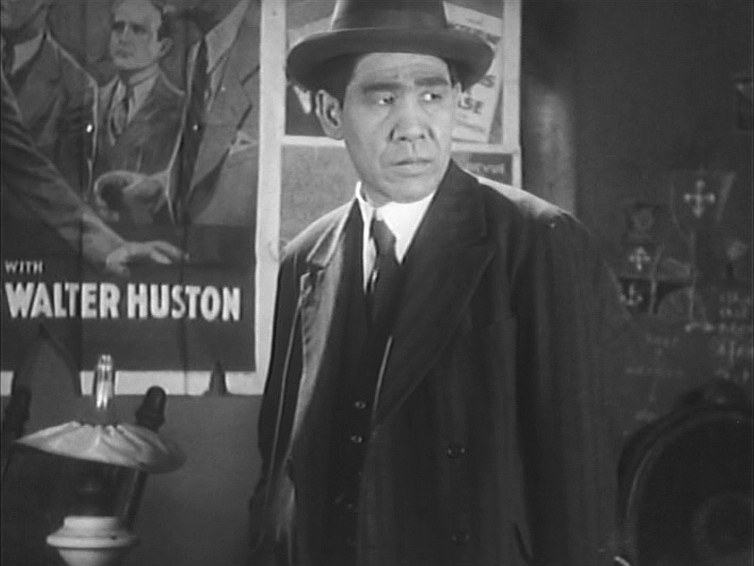
Tōgō Yamamoto dans L'Épouse de la nuit (1930).

- Titres alternatifs : Mon épouse, cette nuit-là[2], Femme d'une nuit[3]
- Titre original : その夜の妻 (Sono yo no tsuma?)
- Réalisation : Yasujirō Ozu
- Scénario : Kōgo Noda d'après le roman From Nine to Nine d'Oscar Schisgall paru le 9 novembre 1927 dans Detective Story Magazine (en) aux États-Unis et en mars 1930 dans le magazine Shinseinen au Japon[4]
- Directeur de la photographie : Hideo Shigehara
- Montage : Hideo Shigehara
- Décors : Yoneichi Wakita
- Rédacteur des intertitres : Hidesaburō Fujioka
- Société de production : Shōchiku
- Pays d'origine :  Empire du Japon
- Format : noir et blanc - 1,37:1 - Film muet - Format 35 mm
- Genre : drame
- Durée : 65 minutes (métrage : 7 bobines - 1 809 m[5])
- Date de sortie :
  - Empire du Japon : 6 juillet 1930[5]

## Distribution
- Tokihiko Okada : Shuji Hashizume, le mari
- Emiko Yagumo : Mayumi, la femme
- Mitsuko Ichimura : Michiko, la fille
- Tōgō Yamamoto : l'inspecteur Kagawa
- Tatsuo Saitō : Suda, le docteur
- Chishū Ryū : un policier

## Autour du film
L'acteur Tōgō Yamamoto qui incarne l'inspecteur a commencé sa carrière aux États-Unis, il joue exactement comme les policiers dans les films américains. Selon Tadao Satō, « dans son ensemble, on dirait un film tourné à Hollywood ».